# Борапхет
Борапхет (тайск. บึงบอระเพ็ด) — водохранилище в Таиланде, в провинции Накхонсаван.

## История
Водохранилище расположено у слияния рек Нан и Пинг, на высоте 23 м над уровнем моря. Ранее на месте водохранилища располагались болота, и сегодня его окружают крупнейшие в Таиланде пресноводные болота. Водохранилище было образовано в 1928 году, после того как протоку Борапхет перекрыли плотиной с целью развития рыбного хозяйства. Его окружают рисовые поля.
Чтобы ограничить человеческое влияние на водохранилище, в 1937 году вокруг него была учреждена «охранная зона» площадью 212 км². Тем не менее, на 2006 год в данной зоне проживает около 30 тыс. человек, возделывающие 60 % окружающих земель и ловящих в нём рыбу. Около 87 % бассейна занимают сельскохозяйственные земли, около 5 % — леса.

## Гидрография
Водохранилище Борапхет имеет площадь 106-204,5 км² и среднюю глубину 1,2—3 м. Объём составляет 0,2182-0,2764 км³. Максимальная глубина составляет 5,0-5,8 м.
Площадь водосбора водохранилища — 4288 км². На водохранилище есть десять крупных островов. Борапхет лежит в зоне муссонного климата, 78 % осадков выпадают в период с мая по октябрь; среднегодовая норма осадков составляет 1240 мм (2003—2014 гг.); среднегодовая минимальная температура — 20,9 °C, среднегодовая максимальная температура — 36,7°С.
В конце XX века ХПК воды составляло 22,4-40,5 мг/л (1981), прозрачность — 1,1-1,8 м (1975), концентрация нитрата составила 0,43-0,55 мг азота/л; концентрация фосфата — 0,051-0,51 мг фосфора/л.
На начало 2010-х годов прозрачность воды составила 0,6-1,8 м; кислотность — 6,6-7,9

## Флора и фауна
В 1990-х годах болота Борапхет были внесены в список болот особой важности в Таиланде. В районе водохранилища встречается более 200 видов животных и растений. В водохранилище разводят рыбу, в 1966 году улов составил 162,2 тонны. Борапхет — единственное место в мире, где наблюдали белоглазых речных ласточек, открытых в 1968 году; последний раз этот вид был замечен в 1980 году. Ежегодно водохранилище посещают несколько десятков тысяч птиц. На начало 1990-х годов — единственное место в Таиланде, где водятся сиамские крокодилы, по оценке 2021 года количество крокодилов составляет 17-37 особей. В 1947 году в западной части водохранилища площадью 6241 га рыболовство было запрещено, в восточной части площадью 15 тыс. га — ограничено. В 1979 году на территории, включающей водохранилище и болота, площадью 10 тыс. га, была запрещена охота. В озере произрастает множество водных растений, включая Leersia hexandra, Eichhornia crassipes, Nelumbo nucifera, Nymphaea lotus, Hydrilla verticillata и Ceratophyllum demersum. Всего там было обнаружено 23 вида водных растений, 93 вида фитопланктона, 43 вида зоопланктона и 77 вида рыб.